# Apiogaster
Apiogaster is een kevergeslacht uit de familie van de boktorren (Cerambycidae). De wetenschappelijke naam van het geslacht werd voor het eerst geldig gepubliceerd in 1855 door Perroud.

## Soorten
Apiogaster omvat de volgende soorten:
- Apiogaster bonsae Quentin & Villiers, 1979
- Apiogaster centralis Adlbauer, 2007
- Apiogaster collare Jordan, 1903
- Apiogaster conradti Aurivillius, 1907
- Apiogaster dauberi Adlbauer, 2011
- Apiogaster decellei Fuchs, 1969
- Apiogaster femoralis Hintz, 1919
- Apiogaster frischi Adlbauer, 2003
- Apiogaster kaszabi Fuchs, 1974
- Apiogaster mahota Distant, 1898
- Apiogaster meridionalis Adlbauer, 2004
- Apiogaster opacum Jordan, 1903
- Apiogaster posticum Jordan, 1903
- Apiogaster rufiventris Perroud, 1855
- Apiogaster rwandaensis Adlbauer, 2003
- Apiogaster sanguinicollis Hintz, 1919
- Apiogaster setosus Hintz, 1919
- Apiogaster similis Gahan, 1890
- Apiogaster sudrei Adlbauer, 2003
- Apiogaster xanthomelas Jordan, 1906
- Apiogaster zimbabweensis Adlbauer, 2003